# Vilamajor (Àger)
Vilamajor és una caseria de la Noguera situat a l'extrem sud del terme d'Àger, a tocar del municipi de les Avellanes i Santa Linya. El poble ja és documentat el segle xi, quan depenia de la senyoria d'Àger. En destaca l'ermita de Sant Josep, del segle xviii. L'any 2021 tenia 21 habitants.